# Estación de Zona Universitària (Trambaix)
Zona Universitària es una estación de las líneas T1, T2 y T3 del Trambaix. Está situada sobre la calle de Adolfo Florensa en el distrito de Les Corts de Barcelona cerca de la estación de Zona Universitaria del Metro de Barcelona pero sin transbordo directo. Esta estación se inauguró el 3 de abril de 2004.
| << cabecera    | < estación  | línea                          | estación >       | cabecera >> |
| -------------- | ----------- | ------------------------------ | ---------------- | ----------- |
| Francesc Macià | Palau Reial |                                | Avinguda de Xile | Bon Viatge  |
| Francesc Macià | Palau Reial | Llevant - Les Planes           | Avinguda de Xile |             |
| Francesc Macià | Palau Reial | Sant Feliu \| Consell Comarcal | Avinguda de Xile |             |

- Datos: Q8842431
- Multimedia: Zona Universitària Trambaix stop / Q8842431